# Équipe cycliste Xacobeo Galicia
L'équipe Xacobeo Galicia est une formation  espagnole de cyclisme sur route, qui a existé de 2007 à 2010. Durant son existence, elle appartient aux équipes continentales professionnelles et participe donc principalement aux épreuves des circuits continentaux, tout en pouvant profiter d'invitations sur des courses du ProTour, en particulier les courses espagnoles comme le Tour d'Espagne, le Tour de Catalogne, la Classique de Saint-Sébastien.

## Histoire
L'équipe est créée en 2007. Elle est présidée par l'ancien footballeur russe Valeri Karpine, et est dirigée par Rodrigo Rodríguez, assisté entre autres d'Álvaro Pino, ancien dirigeant des équipes Kelme puis Phonak. Elle est principalement soutenue par la communauté autonome de Galice et la société de conseil en immobilier de Valeri Karpine.
Quatre des neuf équipes cyclistes professionnelles espagnoles ayant cessé leur activité à la fin de la saison 2006, une partie des coureurs composant Karpin Galicia en 2007 étaient issus de ces formations, tels que Santos González (3 Molinos Resort), Eladio Jiménez, Ezequiel Mosquera (Comunidad Valenciana), Isidro Nozal ou Marcos Serrano (Astana - Würth).
L'équipe Karpin Galicia fait partie dès sa première année des équipes continentales professionnelles. Elle participe donc principalement aux épreuves de l'UCI Europe Tour. Karpin Galicia n'obtient que trois victoires durant sa première saison, toutes glanées par Eladio Jiménez. L'équipe prend la 25e place du classement par équipes de l'UCI Europe Tour, et Eladio Jiménez la 19e du classement individuel.
Elle bénéficie d'invitations pour les épreuves espagnoles du ProTour (Tour du Pays basque, Tour de Catalogne, Classique de Saint-Sébastien, Tour d'Espagne). Ezequiel Mosquera réalise un bon Tour d'Espagne, terminant à la cinquième place du classement général. Marcos Serrano est huitième du Tour de Catalogne. Trois coureurs de l'équipe cités en 2006 dans l'Affaire Puerto n'ont pas pu prendre le départ du Tour d'Espagne : Marcos Serrano, Isidro Nozal et Eladio Jiménez.

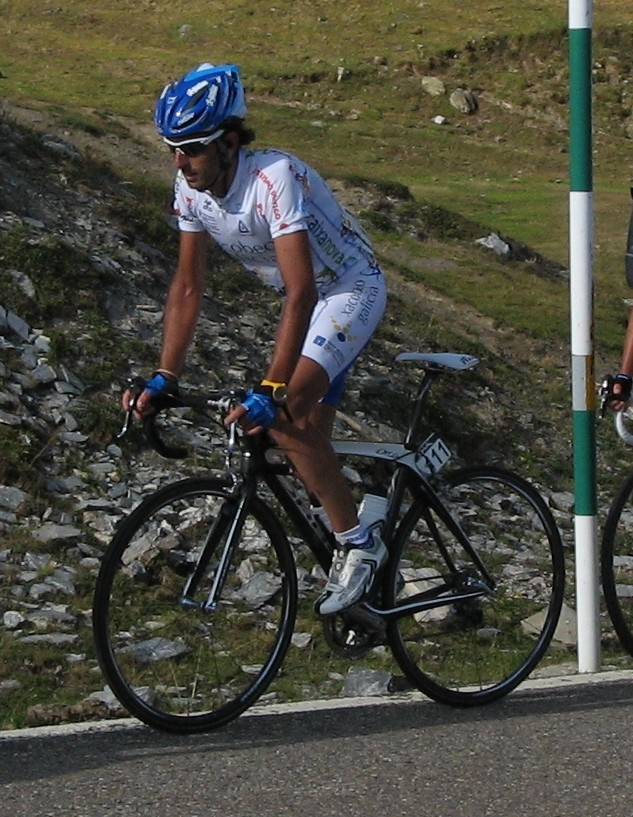
Ezequiel Mosquera durant le Tour d'Espagne 2008

En août 2008, Karpin met fin à son partenariat. D'après le site internet espagnol As.com, cette séparation serait due à un conflit entre Valeri Karpin et les pouvoirs politiques galiciens quant à ses opérations immobilières. L'équipe change donc de nom à partir du Tour d'Irlande et devient Xacobeo Galicia, grâce au nouveau partenaire Xacobeo 2010, programme triennal promouvant le chemin de Saint-Jacques-de-Compostelle.
En cette saison 2008, l'équipe remporte le plus grand succès de son histoire sur le Tour de Catalogne, où Gustavo César Veloso s'impose. Sur le Tour d'Espagne, Ezequiel Mosquera s'illustre à nouveau, et prend la quatrième place finale, et David García Dapena remporte la 15e étape.
Faute de sponsors, l'équipe disparait à l'issue de la saison 2010, malgré la deuxième place d'Ezequiel Mosquera au Tour d'Espagne.

## Résultats sur les grands tours
- Tour de France
  - 0 participation
  - 0 victoire d'étape

- Tour d'Italie
  - 1 participation (2009)
  - 0 victoire d'étape

- Tour d'Espagne
  - 4 participations (2007, 2008, 2009, 2010)
  - 3 victoires d'étapes :
    - 1 en 2008 : David García Dapena
    - 1 en 2009 : Gustavo César Veloso
    - 1 en 2010 : Ezequiel Mosquera

## Classements UCI
L'équipe Xacobeo Galicia participe aux épreuves des circuits continentaux et en particulier de l'UCI Europe Tour. Le tableau ci-dessous présente les classements de l'équipe sur ces circuits, ainsi que son meilleur coureur au classement individuel.
UCI America Tour
| Saison | Classement par équipes | Meilleur coureur au classement individuel |
| ------ | ---------------------- | ----------------------------------------- |
| 2009   | 34e                    | Carlos Castaño Panadero (243e)            |
| 2010   | 23e                    | Francisco José Pacheco (222e)             |

UCI Europe Tour
| Saison | Classement par équipes | Meilleur coureur au classement individuel |
| ------ | ---------------------- | ----------------------------------------- |
| 2007   | 25e                    | Eladio Jiménez (19e)                      |
| 2008   | 40e                    | Ezequiel Mosquera (93e)                   |
| 2009   | 41e                    | David García Dapena (105e)                |
| 2010   | 24e                    | Ezequiel Mosquera (60e)                   |

UCI Oceania Tour
| Saison | Classement par équipes | Meilleur coureur au classement individuel |
| ------ | ---------------------- | ----------------------------------------- |
| 2010   | 24e                    | Nélson Oliveira (55e)                     |

En 2009, le classement du ProTour sont supprimés, et remplacés par le classement mondial UCI. Celui-ci compile les points acquis lors d'épreuve du Calendrier mondial UCI et intègre les équipes continentales professionnelles, ce qui n'était pas le cas du classement du ProTour. L'équipe Xacobeo Galicia est 22e de ce classement avec 128 points. La totalité des points acquis l'ont été lors du Tour d'Espagne, par Ezequiel Mosquera (92 pts et 52e du classement individuel), Gustavo César Veloso, David Herrero et David García Dapena.
| Saison | Classement par équipes | Meilleur coureur au classement individuel |
| ------ | ---------------------- | ----------------------------------------- |
| 2009   | 22e                    | Ezequiel Mosquera (52e)                   |
| 2010   | 21e                    | Ezequiel Mosquera (31e)                   |

## Saisons précédentes

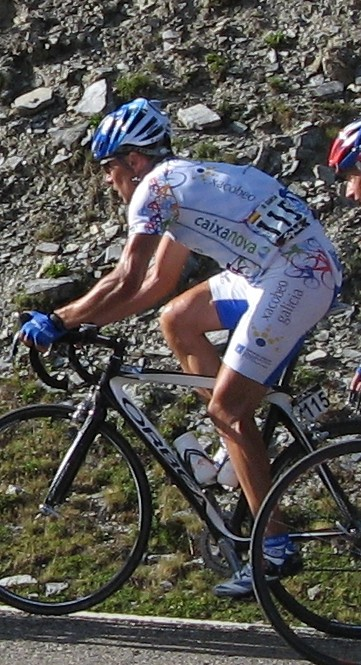
David García Dapena durant le Tour d'Espagne 2008

## Xacobeo Galicia en 2010[8]

### Victoires
| Date       | Course                                              | Pays     | Classe | Vainqueur              |
| ---------- | --------------------------------------------------- | -------- | ------ | ---------------------- |
| 24/06/2010 | Championnat du Portugal du contre-la-montre espoirs | Portugal | CN     | Nélson Oliveira        |
| 01/08/2010 | Circuit de Getxo                                    | Espagne  | 2.1    | Francisco José Pacheco |
| 18/09/2010 | 20e étape du Tour d'Espagne                         | Espagne  | HIS    | Ezequiel Mosquera      |